# Liste der Naturdenkmale in Guggenhausen
| Naturdenkmale | Anzahl |
| ------------- | ------ |
| FND           | 1      |
| END           | 1      |
| Gesamt        | 2      |

Die Liste der Naturdenkmale in Guggenhausen nennt die verordneten Naturdenkmale (ND) der im baden-württembergischen Landkreis Ravensburg liegenden Gemeinde Guggenhausen. In Guggenhausen gibt es insgesamt zwei als Naturdenkmal geschützte Objekte, davon ein flächenhaftes Naturdenkmal (FND) und ein Einzelgebilde-Naturdenkmal (END).
Stand: 31. Oktober 2016.

## Flächenhafte Naturdenkmale (FND)
| Name                       | Bild | Kennung     | Einzelheiten | Position | Fläche Hektar | Datum         |
| -------------------------- | ---- | ----------- | ------------ | -------- | ------------- | ------------- |
| 2 Baum- und Gebüschgruppen | BW   | 84360405603 | Guggenhausen | ⊙        | 0,0           | 25. Sep. 1940 |
| Legende für Naturdenkmal   |      |             |              |          |               |               |

## Einzelgebilde (END)
| Name                               | Bild | Kennung     | Einzelheiten | Position | Fläche Hektar | Datum         |
| ---------------------------------- | ---- | ----------- | ------------ | -------- | ------------- | ------------- |
| Linde am Haslach Hof (Hof Metzler) | BW   | 84360405604 | Guggenhausen | ⊙        | 0,0           | 18. März 1982 |
| Legende für Naturdenkmal           |      |             |              |          |               |               |